# Nord-Fron
Nord-Fron es un municipio de la provincia de Oppland en la región de Østlandet, Noruega. A 1 de enero de 2018 tenía una población estimada de 5728 habitantes.
Se encuentra ubicado en el interior del sur del país, en la zona de los Alpes escandinavos.